# Учуань (Хух-Хото)
Учуа́нь (кит. упр. 武川, пиньинь Wǔchuān) — уезд городского округа Хух-Хото автономного района Внутренняя Монголия (КНР).

## История
Во времена империи Северная Вэй для защиты северных границ от Жужаньского каганата здесь был основан город Хэйчэн (黑城), впоследствии переименованный в Учуань.
В 1903 году был образован Учуаньский непосредственно управляемый комиссариат (武川直隶厅). В 1912 году он был преобразован в уезд Учуань провинции Шаньси. В 1915 году уезд Учуань перешёл в подчинение Суйюаньского особого административного района (绥远特别行政区), в 1928 году преобразованного в провинцию Суйюань.
В 1937 году началась японо-китайская война, и сюда пришли войска Мэнцзяна; гоминьдановские управляющие структуры переместились в горные районы. В 1938 году в регион пришла коммунистическая 8-я армия. В 1939 году уезд был разделён на четыре уезда: Гуйу (归武县), Угуй (武归县), Учуань (武川县) и Угу (武固县), которые стали ареной боёв до конца войны.
После окончания войны в 1945 году была восстановлена довоенная система административно-территориального деления. В 1949 году Учуань перешёл на сторону коммунистов, и вошёл в состав Специального района Салаци (萨拉齐专区) провинции Суйюань. После расформирования провинции Суйюань в 1958 году уезд Учуань вошёл в состав аймака Уланчаб. В 1996 году уезд Учуань был передан из состава аймака Уланчаб под юрисдикцию Хух-Хото.

## Административное деление
Уезд Учуань делится на 3 посёлка и 6 волостей.